# Guide suprême des Frères musulmans
Pour les articles homonymes, voir Guide suprême.
Le Guide suprême des Frères musulmans est le dirigeant de la confrérie des Frères musulmans.

## Liste des Guides suprêmes
- 1er : (1928-1949) Hassan el-Banna
- 2e : (1949-1972) Hassan el-Houdaybi
- 3e : (1972-1986) Umar el-Tilmisani
- 4e : (1986-1996) Mohammed Hamid Abu el-Nasr
- 5e : (1996-2002) Mustafa Machour
- 6e : (2002-2004) Mamoun el-Houdaybi
- 7e : (2004-2010) Mohammed Mahdi Akef
- 8e : (2010-2013) Mohammed Badie
  - 2013-2020 : Mahmoud Ezzat, par intérim
  - depuis 2020 : Ibrahim Munir (en), par intérim